# Tomohisa Shimoyama
Tomohisa Shimoyama (霜山 朋久 Shimoyama Tomohisa?) es un animador, director y guionista gráfico de anime japonés conocido por su trabajo con el estudio de animación japonés Science Saru, donde se desempeña como creador asociado.

## Trayectoria
Shimoyama comenzó su carrera como animador clave trabajando con varios directores de anime japoneses famosos, entre ellos Keiichi Hara, Masaaki Yuasa, Mamoru Hosoda, Satoshi Kon y Sunao Katabuchi. Sus primeros créditos como animador incluyen Paranoia Agent (2004), Kappa no Kū to Natsuyasumi (2007), Summer Wars, (2009) y versiones cinematográficas de las populares franquicias Crayon Shin-chan y Doraemon. La experiencia adquirida en estos proyectos le permitió pasar a desempeñarse como director de animación; sus proyectos en este rol incluyen Fullmetal Alchemist: The Sacred Star of Milos (2011), Fusé: Teppō Musume no Torimonochō (2012), Space Dandy (2014), y The Night Is Short, Walk On Girl (2017). En 2018, Shimoyama hizo su debut como director de episodios en la serie animada de Science SARU Devilman Crybaby (2018), que fue distribuida mundialmente por Netflix; Shimoyama dirigió y realizó el guion gráfico del episodio 4 de la serie, además de realizar la animación principal por completo él mismo. Más recientemente, se desempeñó como director jefe y diseñador de personajes en Super Shiro (2019); Shimoyama manejó la dirección de la serie en asociación con el cofundador de Science SARU, Masaaki Yuasa, e hizo su debut como director de series con el proyecto.

## Trabajos

### Series de televisión
Destaca papeles con funciones de dirección de series.
| Año  | Título                               | Director(es)                        | Estudio         | Funciones | Refs.         |
| ---- | ------------------------------------ | ----------------------------------- | --------------- | --- | ------------- |
| 2000 | Argento Soma                         | Kazuyoshi Katayama                  | Sunrise         | Animación clave (#22) | [ 13 ]        |
| 2001 | Zoids: New Century Zero              | Yoshio Katō                         | Xebec           | Animación clave (#5) | [ 14 ]        |
| 2001 | Kidō Tenshi Angelic Layer            | Hiroshi Nishikiori                  | Bones           | Animación clave (#6, 12) | [ 15 ]        |
| 2001 | Bakuten Shoot Beyblade               | Toshifumi Kawase                    | Madhouse        | Animación clave (#20) | [ 16 ]        |
| 2002 | Tenchi Muyō! GXP                     | Shin'ichi Watanabe                  | AIC             | Animación clave (#15, 20) | [ 17 ]        |
| 2002 | Azumanga Daiō The Animation          | Hiroshi Nishikiori                  | J.C.Staff       | Animación clave (#13, 19) | [ 18 ]        |
| 2002 | Jūni Kokuki                          | Tsuneo Kobayashi                    | Pierrot         | Animación clave (#12, 17, 24, 35) | [ 19 ]        |
| 2002 | Aquarian Age: Sign for Evolution     | Yoshimitsu Ohashi                   | Madhouse        | Animación clave (#13) | [ 20 ]        |
| 2002 | Chobits                              | Morio Asaka                         | Madhouse        | Animación clave (#4) | [ 21 ]        |
| 2002 | Demon Lord Dante                     | Ken'ichi Maejima                    | Magic Bus       | Animación clave (#12) | [ 22 ]        |
| 2002 | Naruto                               | Hayato Date                         | Pierrot         | Animación clave (#22, 82, 88, 94, 100, 109, 118, 123, 131, 137) | [ 23 ]        |
| 2003 | Stratos 4                            | Takeshi Mori                        | Studio Fantasia | Animación clave (#2, 7, 12) | [ 24 ]        |
| 2003 | Green Green                          | Chisaku Matsumoto Yūji Mutō         | Studio Matrix   | Animación clave (#1-2) | [ 25 ]        |
| 2003 | Fullmetal Alchemist                  | Seiji Mizushima                     | Bones           | Animación clave (#24) | [ 26 ]        |
| 2003 | Kimi ga Nozomu Eien                  | Tetsuya Watanabe                    | Studio Fantasia | Animación clave (#4, 13) | [ 27 ]        |
| 2003 | Gungrave                             | Toshiyuki Tsuru                     | Madhouse        | Animación clave (#3, 9, 15) | [ 28 ]        |
| 2004 | Paranoia Agent                       | Satoshi Kon                         | Madhouse        | Animación clave (#6, 8, 10) | [ 2 ]         |
| 2004 | Kono Minikuku mo Utsukushii Sekai    | Shōji Saeki                         | Gainax Shaft    | Animación clave (#5) | [ 29 ]        |
| 2004 | Tsukuyomi: Moon Phase                | Akiyuki Simbo                       | Shaft           | Animación clave (#23) | [ 30 ]        |
| 2004 | Rozen Maiden                         | Mamoru Matsuo                       | Nomad           | Animación clave (#1, 5, 8, 10, 12) | [ 31 ]        |
| 2004 | Beck                                 | Osamu Kobayashi                     | Madhouse        | Animación clave (#7) | [ 32 ]        |
| 2004 | Desert Punk                          | Takayuki Inagaki                    | Gonzo           | Animación clave (#2) | [ 33 ]        |
| 2005 | Aria the Animation                   | Jun'ichi Satō                       | Hal Film Maker  | Director de animación (#5, 10) Cooperación en animación (#11) Animación clave (#10, 12)                                                                                                | [ 34 ]        |
| 2005 | Rozen Maiden: Träumend               | Kō Matsuo                           | Nomad           | Animación clave (#1, 8) | [ 35 ]        |
| 2006 | Aria the Natural                     | Jun'ichi Satō                       | Hal Film Maker  | Animación clave (#1) | [ 36 ]        |
| 2006 | Black Lagoon                         | Sunao Katabuchi                     | Madhouse        | Animación clave (#1) | [ 37 ]        |
| 2007 | Sola                                 | Tomoki Kobayashi                    | Nomad           | Animación clave (#7) | [ 38 ]        |
| 2013 | Silver Spoon                         | Tomohiko Itō                        | A-1 Pictures    | Animación clave (#2) | [ 39 ]        |
| 2014 | Space Dandy                          | Shin'ichirō Watanabe Shingo Natsume | Bones           | Director de animación (#4, 13) Diseñador de extraterrestre invitado (#13) Segunda animación clave (#4, 10) Animación clave (#1, 4, 12; OP, ED)                                         | [ 40 ] [ 7 ]  |
| 2016 | Akagami no Shirayuki-hime 2nd Season | Masahiro Andō                       | Bones           | Director de animación (#13, 19, 23) | [ 41 ]        |
| 2019 | Super Shiro                          | Tomohisa Shimoyama Masaaki Yuasa    | Science SARU    | Director jefe Diseñador de personajes Director de episodios (#1, 12, 17-18, 24, 35-36, 42, 46, 48) Guionista gráfico (#1, 12, 21, 24, 36, 42, 45-46, 48) Animación clave (#12, 42, 48) | [ 42 ]        |
| 2020 | Eizōken ni wa Te wo Dasu na!         | Masaaki Yuasa                       | Science SARU    | Animación clave (#12) | [ 43 ]        |
| 2022 | Yurei Deco                           | Tomohisa Shimoyama                  | Science SARU    | Director Director de episodios (#1, 12) Guionista gráfico (#1-2, 12; OP) | [ 44 ]        |
| 2024 | Ranma ½                              | Kōnosuke Uda                        | MAPPA           | Guionista gráfico (#6) | [ 45 ]        |
| 2025 | Sanda                                | Tomohisa Shimoyama                  | Science SARU    | Director | [ 46 ] [ 47 ] |

### Películas
| Año  | Título                                                                  | Director(es)                | Estudio           | Funciones                                       | Refs.  |
| ---- | ----------------------------------------------------------------------- | --------------------------- | ----------------- | ----------------------------------------------- | ------ |
| 2006 | Crayon Shin-chan Movie 14: Densetsu wo Yobu Odore! Amigo!               | Yūji Mutō                   | Shin-Ei Animation | Animación clave                                 | [ 48 ] |
| 2006 | Naruto Movie 3: Dai Koufun! Mikazuki Jima no Animaru Panikku Dattebayo! | Toshiyuki Tsuru             | Pierrot           | Animación clave                                 | [ 49 ] |
| 2007 | Doraemon Movie 27: Nobita no Shin Makai Daibōken - 7-nin no Mahōtsukai  | Kōzō Kusuba Yukiyo Teramoto | Shin-Ei Animation | Animación clave                                 | [ 50 ] |
| 2007 | Crayon Shin-chan Movie 15: Arashi wo Yobu Utau Ketsu dake Bakudan!      | Yūji Mutō                   | Shin-Ei Animation | Animación clave                                 | [ 51 ] |
| 2007 | Piano no Mori                                                           | Masayuki Kojima             | Madhouse          | Animación clave                                 | [ 52 ] |
| 2007 | Kappa no Kū to Natsuyasumi                                              | Keiichi Hara                | Shin-Ei Animation | Animación clave                                 | [ 3 ]  |
| 2008 | Doraemon Movie 28: Nobita to Midori no Kyojin Den                       | Kōzō Kusuba Ayumu Watanabe  | Shin-Ei Animation | Animación clave                                 | [ 53 ] |
| 2009 | Summer Wars                                                             | Mamoru Hosoda               | Madhouse          | Animación clave                                 | [ 4 ]  |
| 2010 | Colorful                                                                | Keiichi Hara                | Sunrise Ascension | Director de animación asistente Animación clave | [ 54 ] |
| 2011 | Fullmetal Alchemist: The Sacred Star of Milos                           | Kazuya Murata               | Bones             | Director de animación Animación clave           | [ 5 ]  |
| 2012 | Fusé: Teppō Musume no Torimonochō                                       | Masayuki Miyaji             | TMS Entertainment | Director de animación Animación clave           | [ 6 ]  |
| 2013 | Hal                                                                     | Ryōtarō Makihara            | Wit Studio        | Animación clave                                 | [ 55 ] |
| 2015 | Sarusuberi: Miss Hokusai                                                | Keiichi Hara                | Production I.G    | Animación clave                                 | [ 56 ] |
| 2017 | The Night Is Short, Walk On Girl                                        | Masaaki Yuasa               | Science SARU      | Director de animación                           | [ 8 ]  |
| 2019 | Birthday Wonderland                                                     | Keiichi Hara                | Signal.MD         | Director de animación Animación clave           | [ 57 ] |

### ONAs
| Año  | Título                  | Director(es)  | Estudio      | Funciones                                                                                           | Refs.  |
| ---- | ----------------------- | ------------- | ------------ | --------------------------------------------------------------------------------------------------- | ------ |
| 2018 | Devilman Crybaby        | Masaaki Yuasa | Science SARU | Director de episodio (#4) Guionista gráfico (#4) Director de animación (#1, 4) Animación clave (#4) | [ 9 ]  |
| 2023 | Scott Pilgrim Takes Off | Abel Góngora  | Science SARU | Director de episodio (#2) Guionista gráfico (#2) Animación clave (#2, 7)                            | [ 58 ] |

### OVAs
| Año  | Título          | Director(es)        | Estudio         | Funciones            | Refs.  |
| ---- | --------------- | ------------------- | --------------- | -------------------- | ------ |
| 2003 | Lingeries       | Katsuhiko Nishijima | Studio Fantasia | Animación clave (#2) | [ 59 ] |
| 2005 | Ichigo 100% OVA | Tomoki Kobayashi    | Madhouse        | Animación clave (#1) | [ 60 ] |